# Operatie Frankton
Operatie Frankton was een militaire operatie tijdens de Tweede Wereldoorlog, uitgevoerd door een kleine groep van de Royal Marines. Het doel van de missie was het vernietigen van schepen in de door de Duitsers bezette havenstad Bordeaux (Frankrijk). Operatie Frankton is bedacht en werd geleid door de Britse majoor Herbert Hasler.

## Achtergrond
Op 22 juni 1940 capituleerden de Fransen. Omdat de Franse infrastructuur door bombardementen niet goed op orde was, was het voor de Duitsers noodzakelijk zelf een vorm van aanvoer van grondstoffen en brandstof te regelen. De RAF die missies boven bezet grondgebied uitvoerde maakte het vervoer over de weg onmogelijk. De Duitsers kregen het merendeel van hun grondstoffen daarom via koopvaardijschepen. Deze schepen voeren naar de Franse stad Bordeaux en van daar terug. De geallieerden hadden al een blokkade voor de haven gelegd maar vanwege de escorte van Duitse schepen voeren de schepen door, omdat de geallieerden niet voldoende materieel konden missen voor een frontale aanval op Bordeaux.
Lord Louis Mountbatten, hoofd van Combined Operations Command moest een oplossing verzinnen. Winston Churchill bracht als idee naar voren motorboten met springstof de haven in te varen. Toen Herbert Hasler, majoor van de Royal Navy opperde kajaks te gebruiken was de grond van Operatie Frankton gelegd.

## Plan
Het plan was redelijk simpel: een groep van 10 mannen zou in zes kajaks vanaf de onderzeeër HMS Tuna naar de bezette haven van Bordeaux varen om daar kleefmijnen op vrachtschepen aan te brengen. Hasler had voor de zekerheid drie mannen als reserve.
Voor deze missie werd de Mark II kajak ontworpen. Hij kon makkelijk opgevouwen in een onderzeeër vervoerd worden. Om het plan te laten slagen wilde Hasler een nacht uitzoeken met nieuwe maan. De Duitsers controleerden de haven onder andere met zoeklichten en trawlers. In de monding van de rivier voeren constant torpedobootjagers; daarnaast was de stroming in de rivier naar de haven: de Gironde sterk. Voor de missie werden 30 mannen uitgekozen; lange trainingen deden 27 man afvallen. Van 10 tot 14 oktober 1942 werd er een grote oefening gehouden op de rivier de Swale in Yorkshire. Dit was de laatste grote oefening voor de echte aanval.

## Tijdens de operatie
Op 7 december om 22:00 kwam de HMS Tuna boven water, op zo'n 19,5 kilometer van de Girondemonding. De bemanning van de bootjes hadden kleefmijnen, stenguns met dempers, een Colt, handgranaten, een mes en peddels bij zich. Alle bootjes hadden namen en werden verdeeld in aanvalsgroepen A en B:
| Naam       | Status                                                                                   | Groep   | Bemanning                                            |
| ---------- | ---------------------------------------------------------------------------------------- | ------- | ---------------------------------------------------- |
| Conger     | Sloeg om, maar werden opgepikt door de Catfish en naar de kant gebracht                  | Groep A | Marine Moffatt en Corporal Shear                     |
| Cachelot   | Raakte beschadigd tijdens de lancering vanuit de duikboot en kon daardoor niet mee gaan. | -       | Marine Fisher en Ellery                              |
| Coalfish   | Zonk door hoge golven                                                                    | Groep B | Sergeant Samuel Wallace en Marine Jock Ewart         |
| Cuttlefish | Raakte verdwaald en kwam niet terug                                                      | Groep B | Lieutenant John Mackinnon en Marine James Conway     |
| Crayfish   | Actief                                                                                   | Groep A | Corporal Albert Laver en Marine William Mills        |
| Catfish    | Actief                                                                                   | Groep A | Major Herbert ‘Blondie’ Hasler en Marine Bill Sparks |

Door het verlies van Conger en Coalfish raakten de andere twee kajaks te dicht in de buurt van het haventje Le Verdon-sur-Mer, waar vier Duitse oorlogsschepen lagen. Toen ze bij de haven waren aangekomen namen de bootjes een pauze om te wachten op Cuttlefish maar die kwam niet. Omdat het licht begon te worden moesten de mannen aan land om te wachten op de volgende nacht. Op 15 meter van hun schuilplaats kwamen vissersvrouwen hun eten klaar maken; Hasler vroeg de vrouwen dringend niks te zeggen tegen mensen in de omgeving.

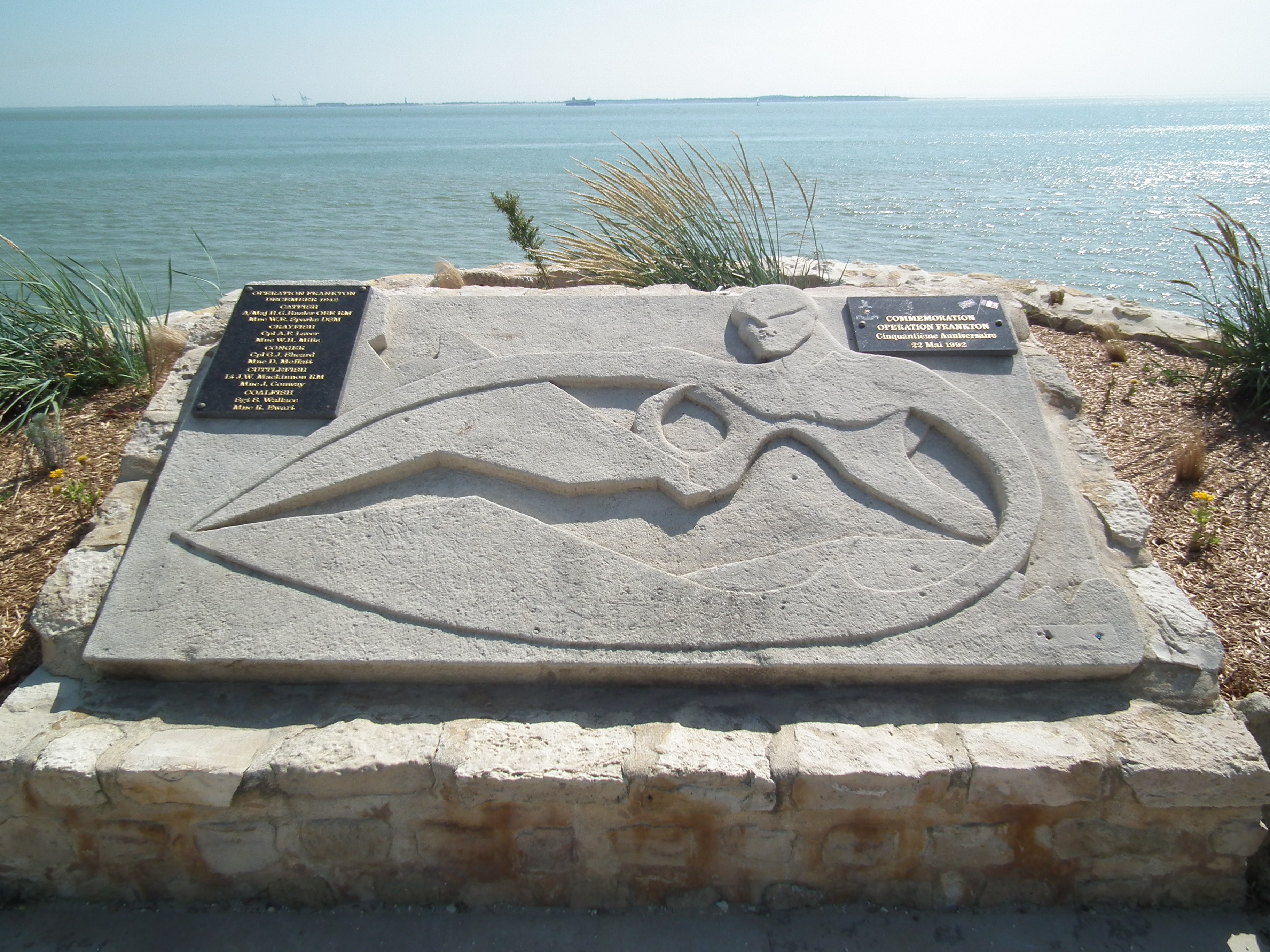
Monument, ter ere aan de helden van operatie Frankton

In de nacht van 8-9 december was het zo koud dat er ijs op de kajaks lag. De mannen peddelden daarom naar de kant waar ze overnachtten. Toen Hasler de omgeving verkende stuitte hij op een slapende sectie luchtafweer.
Om 9:15 op 10 december gingen de kajaks weer het water in waarna ze 9:45 het licht van de haven van Bordeaux zagen. Alle mannen plaatsen hun negen mijnen op allerlei soorten vrachtschepen. De mijnen waren geprogrammeerd zodat deze om 9:00 zouden afgaan. Een ijverige Duitse wachtpost stuitte bijna op de kajaks, maar omdat deze met magneten aan de romp van de vrachtschepen lagen werden ze niet ontdekt. Na 20 minuten stil te hebben gewacht, voeren de kajaks weg. Vijf à zes schepen droegen mijnen die om 9:00 ontploften.

## Gevolgen
De schepen zonken. Herbert Hasler en Bill Sparks vluchtten via Frankrijk naar Spanje, als twee arme boeren. In Ruffec troffen ze lokale lieden van het verzet, die hen via het Marie Claire-netwerk drie weken later van Spanje naar Gibraltar vervoerden. Begin april 1943 waren de twee mariniers terug in Engeland.

## Boeken en film
- In 1955 werd de film: The Cockleshell Heroes uitgegeven, gebaseerd op het boek Cockleshell Heroes uit 1951 van George Kent. De film werd geregisseerd door Cubby Broccoli.[5]
- In december 2018 verscheen het boek: The Cockleshell Canoes van Quentin Rees.